# Красногорка (Звіриноголовський округ)
Красного́рка (рос. Красногорка) — село у складі Звіриноголовського округу Курганської області, Росія.
Населення — 118 осіб (2010, 195 у 2002).
Національний склад станом на 2002 рік:
- росіяни — 80 %